# Effie A. Southworth
Effie Almira Southworth Spalding (North Collins, 29 de octubre de 1860–Los Ángeles, 29 de marzo de1947), fue una botánica y micóloga estadounidense, y la primera mujer contratada en el Departamento de Agricultura de los Estados Unidos (USDA) como asistente de micología. Su descubrimiento más importante fue la identificación en 1887 del hongo Colletotrichum gossypii como la causa de los chancros de algodón, una enfermedad que mató miles de acres de algodón causando grandes pérdidas económicas. Enseñó botánica en varias instituciones, trabajó en el Laboratorio Botánico del Desierto con Volney Morgan Spalding, su marido, y fundó el Herbario del Departamento de Botánica en la Universidad del Sur de California. 

## Vida personal
Effie Southworth nació el 29 de octubre de 1860 en North Collins, Nueva York, sus padres fueron Chloe y Nathaniel Southworth. Tuvo una buena formación académica, durante sus años universitarios estudió idiomas, matemáticas, zoología, química, astronomía, física, geología, botánica y fisiología. Estudió en el Allegheny College durante un año antes de incorporarse a la Universidad de Míchigan, donde se licenció en 1885. En 1895, se casó con el botánico Volney Morgan Spalding, catedrático de la Universidad de Míchigan. Cuando a su marido le diagnosticaron tuberculosis, se mudaron de Arizona a California, donde él murió en 1918. En 1922, a la edad de 65 años, recibió su maestría en botánica por la Universidad del Sur de California. Effie Southworth murió en 1947, en Los Ángeles, a los 87 años.

## Trayectoria profesional
En 1885, Southworth fue profesora de botánica en el Bryn Mawr College. Durante los dos años que pasó en esta institución, fue becaria del laboratorio de botánica, trabajó en la anatomia de las plantas y fue capaz de entender  el desarrollo del hongo Asteroma. En 1887, fue la primera investigadora contratada en el área de Micología del USDA. Allí, trabajó como asistente de micología con Erwin F. Smith y Beverly T. Galloway y participó en el estudio de patógenos fúngicos. Como asistente de micología, fue la encargada de preparar las publicaciones relacionadas con hongos fitopatógenos que estaban causando grandes pérdidas económicas.  En 1888, comenzó a estudiar las pérdidas que estaban teniendo lugar en las explotaciones de algodón. Su mayor contribución en el USDA fue tres años más tarde, en 1891, cuando descubrió que el hongo Colletotrichum gossypii era el causante de pérdidas de miles de acres de algodón anualmente. Dejó el USDA en 1892 para ser profesora asociada en botánica en el Barnard College de Nueva York. De 1905 a 1911 trabajó como asistente de su marido en el Laboratorio Botánico del Desierto de la Carnegie Institution de Washington en Tucson, Arizona.  Durante este etapa se centró más en las plantas del desierto que en las enfermedades de las plantas. Tras la muerte de su marido, se trasladó a la facultad de botánica de la Universidad del Sur de California. Allí, en 1922 fundó el Herbario del Departamento de Botánica, que se especializó en los espermatofitos de California. Fue reconocida con el género de hongos Southworthia Ellis & Galloway.